# Храм книги
«Храм книги» (ивр. היכל הספר Heikhal HaSefer) — отдел Израильского музея в Иерусалиме, расположенный возле холма Гиват-Рам в западном Иерусалиме.

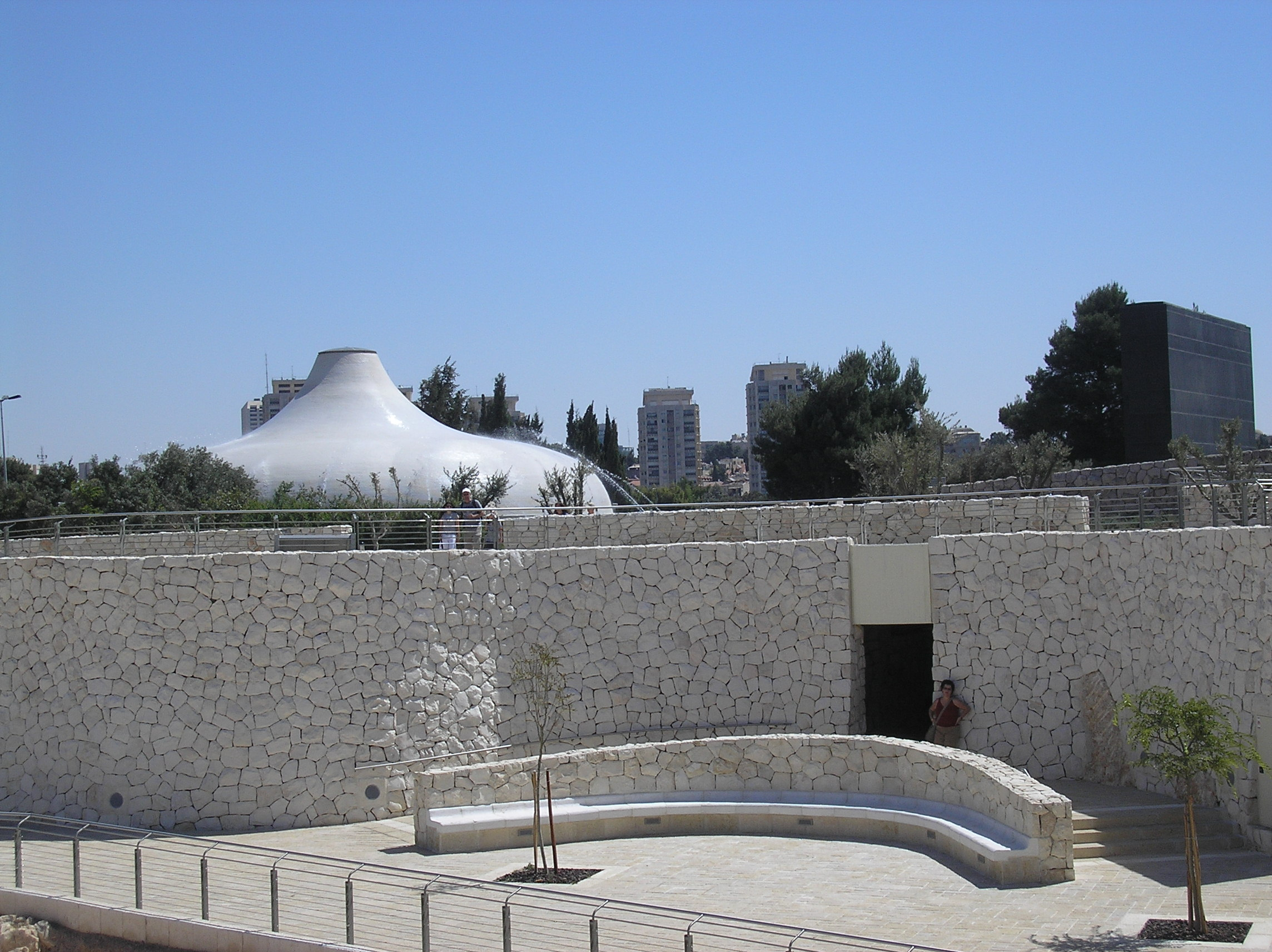
«Храм книги» спроектирован так, чтобы символизировать свиток «Война Сынов света с Сынами тьмы»: святилище построено в виде белого купола, символизирующего Сынов света, а чёрная базальтовая стена символизирует Сынов тьмы.

В «Храме книги» хранятся так называемые Кумранские свитки Мёртвого моря, — древнейшие в мире рукописи Библии, обнаруженные в 1947—1956 годах в 11 пещерах в Вади-Кумран и близ него, — в том числе самый сохранный из свитков Мёртвого моря, Свиток Исаии, датируемый II веком до н. э.
В 2013 году Банк Израиля выпустил израильскую инвестиционную монету, посвящённую «Храму книги».

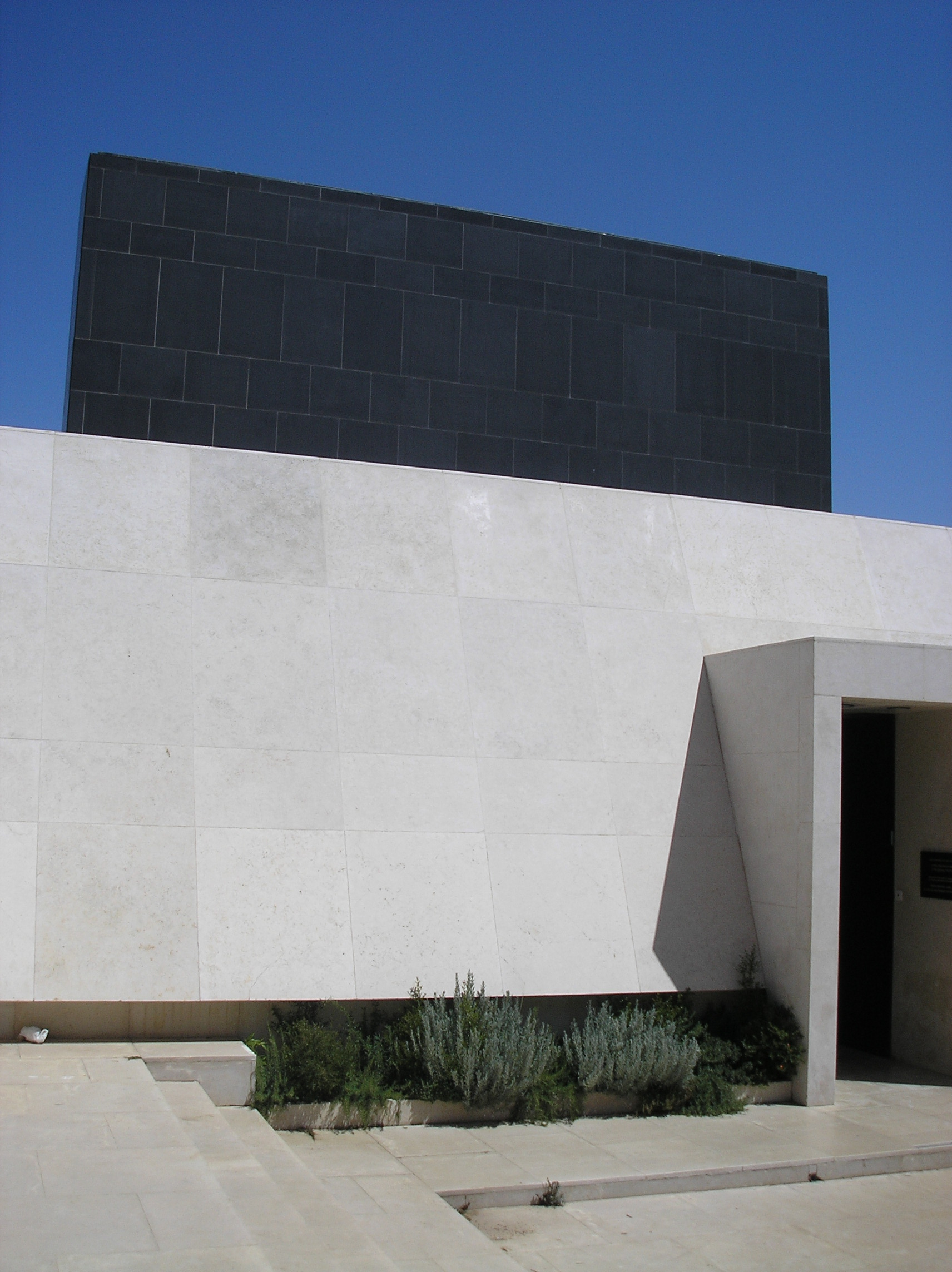
Вход в «Храм книги»

## Строительство и архитектура
Тщательная разработка проекта и подготовка к возведению «Храма книги» продолжались семь лет. Изначально планировалось построить «дом» для свитков в кампусе Гиват Рам Еврейского университета на самом холме, чтобы новостройка примыкала к Национальной библиотеке Еврейского университета.
Строительство было завершено в 1965 году; выдающуюся роль в его финансировании сыграла семья Давида Самуэля Готтесмана (David Samuel Gottesman), еврейского иммигранта из Венгрии, филантропа и мецената, который приобрёл свитки Мёртвого моря и бесплатно передал их государству Израиль.
Храм был спроектирован Армандом Бартошем, Фредериком Кислером и Гезером Хеллером. Он построен в форме храма-ступы белого цвета; белый купол венчает здание, на две трети расположенное под землёй, и отражается в обрамляющем его бассейне с водой. Напротив белого купола тянется чёрная базальтовая стена. Выбор формы и цветов сооружения не случаен: согласно одной из интерпретаций, он основывается на образах из свитка Война Сынов света с Сынами тьмы: белый купол символизирует Сынов света, а чёрная стена — Сынов тьмы. Тем самым, прямота и чёрный цвет стены и закругленность и белизна здания символизируют пожизненную борьбу света и тьмы, добра и зла, правды и лжи.
Кроме того, вся конструкция была спроектирована так, чтобы напоминать кувшин, в котором были найдены свитки.

## Экспозиции
Интерьер Храма оформлен таким образом, чтобы воспроизводить обстановку, в которой были обнаружены свитки. Представлена также постоянная экспозиция о жизни в Кумране, где они были написаны.
Поскольку ломкость и ранимость свитков Мёртвого моря делает нецелесообразным и невозможным экспонирование их на постоянной основе, в Храме Книги постоянно действует система ротации свитков. После того как свиток демонстрировался на протяжении 3-6 месяцев, его помещают в специальное хранилище, где он проходит «восстановление» после экспонирования. Кроме того, в экспозицию «Храма книги» входят редкие манускрипты Библии раннего Средневековья, артефакты из Масады, другие редкие экспонаты — в частности, кодекс Алеппо, датируемый X веком и считающийся старейшей полной версией Библии на иврите.